# ایسامو کنموچی

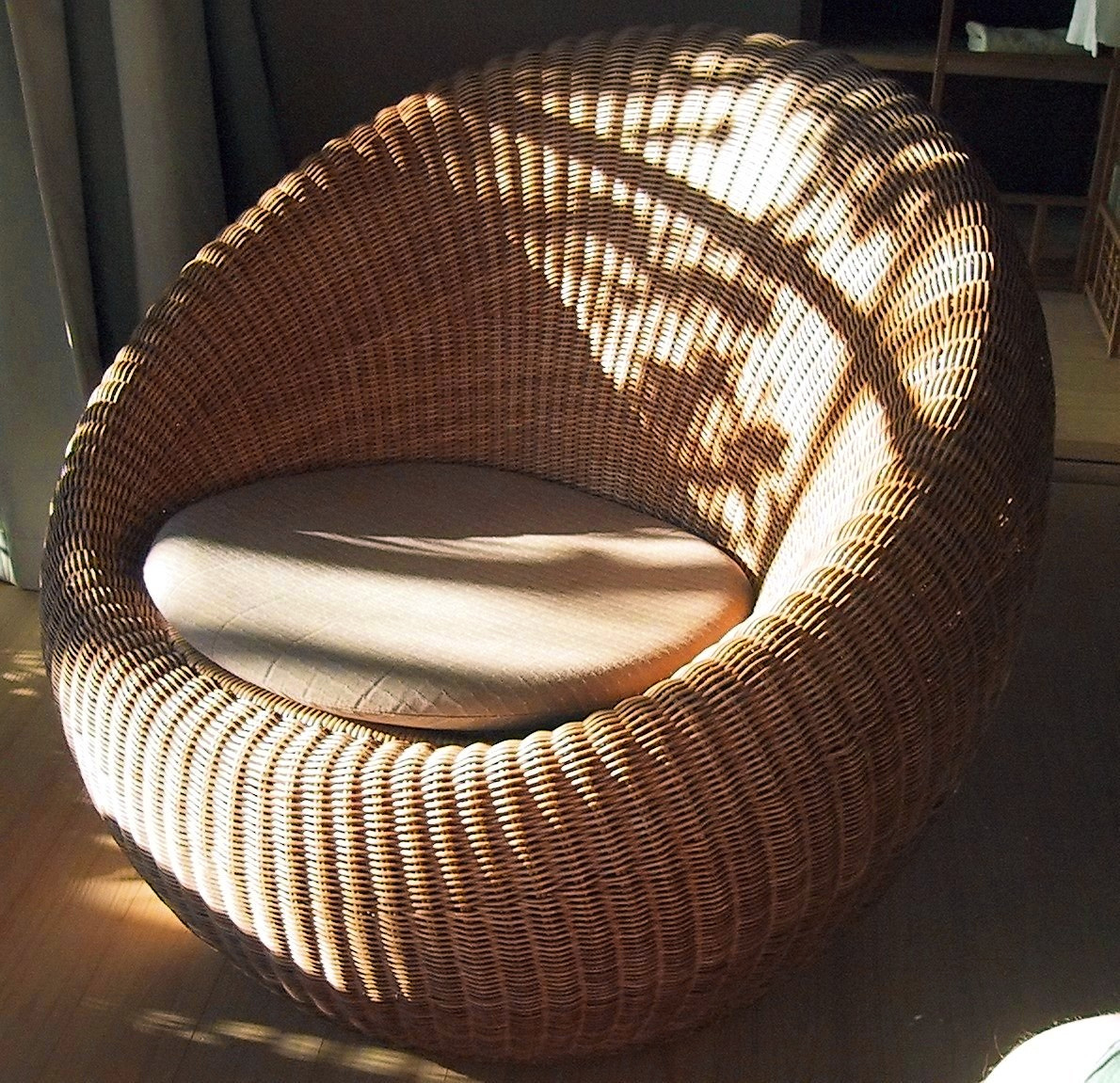
«صندلی مدور خیزران»، ۱۹۶۰ میلادی

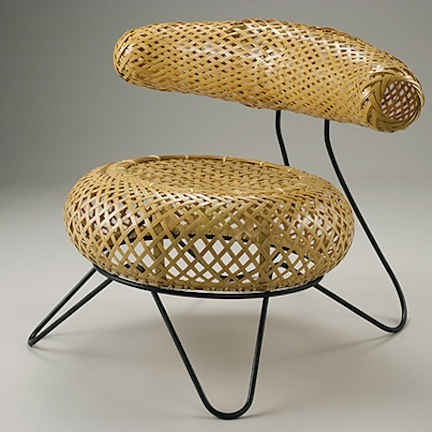
«صندلی سبد»، طراحی توسط: ایسامو کنموچی و ایسامو نوگوچی

ایسامو کنموچی (به ژاپنی: 剣持勇)، (زادۀ ۲ ژانویه ۱۹۱۲ میلادی - درگذشتۀ ۳ ژوئن ۱۹۷۱ میلادی) یک طراح مدرنیست ژاپنی بود که در توسعۀ طراحی صنعتی ژاپن پس از جنگ جهانی دوم اهمیت داشت.
ایسامو کنموچی در ۲ ژانویه ۱۹۱۲ میلادی در توکیو به دنیا آمد. کنموچی در سال ۱۹۳۲ از کالج هنرهای صنعتی توکیو (به ژاپنی: 東京高等工芸学校)، (اکنون دانشکدۀ مهندسی دانشگاه چیبا) فارغ‌التحصیل شد. کنموچی پس از فراغت از تحصیل، در مؤسسۀ تحقیقات هنرهای صنعتی در توکیو آغاز به کار کرد.
کنموچی در تابستان ۱۹۵۰ میلادی در اولین سفر نوگوچی به ژاپن با هنرمند و طراح ایسامو نوگوچی ملاقات کرد. این دو با هم تعدادی طرح مبلمان را توسعه دادند و در سبک مدرن ژاپنی پیشگام شدند که فرهنگ مادی مبلمان ژاپنی را با سبک‌های مدرنیستی ادغام کرد.
در سال ۱۹۵۲ میلادی، کنموچی از ایالات متحدۀ آمریکا بازدید کرد و بعداً در مورد این بازدید در نشریۀ مؤسسۀ تحقیقات هنرهای صنعتی، کوگی نیوسو، نوشت. در اواخر همان سال، کنموچی یکی از اعضای مؤسس انجمن طراحان صنعتی ژاپن شد. در سال ۱۹۶۴ میلادی، طرح کنموچی در سال ۱۹۵۸ میلادی برای یک صندلی راحتی به سفارش شرکت یاماکاوا راتان، به مجموعۀ طراحی موزۀ هنر مدرن اضافه شد. این طرح علاوه بر این برندۀ جایزۀ جی-مارک (سیستم انتخاب طرح خوب) شد.
کنموچی در ۳ ژوئن ۱۹۷۱ میلادی در شینجوکو، توکیو خودکشی کرد.